# Lada Nesterenko
Lada Stanislawiwna Nesterenko (ukrainisch Лада Станіславівна Нестеренко; * 3. August 1976 in Kiew, Ukrainische SSR) ist eine ehemalige ukrainische Skilangläuferin.

## Werdegang
Nesterenko, die für den SC Ukraina aus Charkiw startete, trat international erstmals bei den Juniorenweltmeisterschaften 1996 in Asiago in Erscheinung. Dort errang sie den 74. Platz über 5 km klassisch und den 51. Platz über 15 km Freistil. Bei der Winter-Universiade 1997 in Muju lief sie auf den 37. Platz über 10 km klassisch und auf den 29. Rang über 15 km Freistil und bei der Winter-Universiade 1999 in Štrbské Pleso auf den 30. Platz über 5 km klassisch, auf den 20. Rang in der Verfolgung und auf den 17. Platz über 15 km Freistil. Bei den Nordischen Skiweltmeisterschaften 1999 in Ramsau am Dachstein gelang ihr der 39. Platz über 15 km Freistil und der 36. Rang über 30 km klassisch. Ihr erstes Weltcuprennen lief sie im Januar 2000 in Moskau, welches sie auf dem 51. Platz über 15 km Freistil beendete. Im folgenden Jahr kam sie bei der Winter-Universiade 2001 in Zakopane auf den 19. Platz über 5 km klassisch und auf den 18. Rang über 5 km Freistil und bei den Nordischen Skiweltmeisterschaften in Lahti auf den 53. Platz über 10 km klassisch und auf den 48. Rang im Sprint. Bei den Rollerski-Weltmeisterschaften 2002 in Monte Cervino holte sie die Goldmedaille mit der Staffel und im Teamwettbewerb. Im Januar 2003 belegte sie bei der Winter-Universiade 2003 in Tarvisio den 48. Platz im Sprint, den 33. Rang über 5 km klassisch und den 25. Platz im 15-km-Massenstartrennen. Bei den Nordischen Skiweltmeisterschaften 2005 in Oberstdorf errang sie jeweils den 45. Platz im Skiathlon und über 10 km Freistil und den 43. Platz im 30-km-Massenstartrennen. Im Sommer 2005 holte sie bei den Rollerski-Weltmeisterschaften die Bronzemedaille im Verfolgungsrennen über 25 km Freistil. In der Saison 2005/06 startete sie im Marathon Cup. Sie erreichte dabei drei Top-Zehn-Platzierungen und zum Saisonende den neunten Platz in der Gesamtwertung. Im März 2006 siegte sie beim Balkan Cup in Bursa jeweils über 5 km klassisch und über 10 km Freistil. Auch die Balkan-Cup-Rennen in den Jahren 2007 und 2008 in Bursa konnte sie gewinnen. Ihre besten Resultate bei den Nordischen Skiweltmeisterschaften 2007 in Sapporo waren der 12. Platz mit der Staffel und der siebte Rang im 30-km-Massenstartrennen. Bei den Rollerski-Weltmeisterschaften 2007 in Oroslavje gewann sie jeweils die Silbermedaille über 6 km klassisch und in der anschließenden Verfolgung.
In der Saison 2007/08 kam Nesterenko bei der Tour de Ski 2007/08 auf den 33. Platz. Dabei holte sie im Fleimstal mit dem 30. Platz im 10-km-Massenstartrennen und bei der Abschlussetappe mit der 19-schnellsten Zeit ihre ersten Weltcuppunkte. Die Tour de Ski 2008/09 beendete sie auf dem 35. Platz. Im Januar 2009 siegte sie im Eastern Europe Cup in Charkiw über 7,5 km klassisch. Ihre besten Ergebnisse bei den Nordischen Skiweltmeisterschaften 2009 in Liberec waren der 33. Platz über 10 km klassisch und der 11. Rang mit der Staffel. Bei den Rollerski-Weltmeisterschaften 2009 in Piglio gewann sie die Bronzemedaille mit der Staffel und die Goldmedaille im Berglauf über 5 km klassisch. Zudem wurde sie Fünfte im 15-km-Massenstartrennen. Nach Platz 36 bei der Tour de Ski 2009/10, belegte sie in Vancouver bei ihrer einzigen Olympiateilnahme den 56. Platz über 10 km Freistil und den 43. Rang im 30-km-Massenstartrennen. In der Saison 2010/11 kam sie bei der Nordic Opening in Kuusamo auf den 52. Platz und bei der Tour de Ski 2010/11 auf den 31. Rang. Dabei erreichte sie bei der Abschlussetappe im Val di Fiemme mit dem 14. Platz ihr bestes Einzelergebnis im Weltcup. Ihre besten Platzierungen beim Saisonhöhepunkt den nordischen Skiweltmeisterschaften 2011 in Oslo waren der 24. Platz im 30-km-Massenstartrennen und den 12. Rang mit der Staffel.
Nach vierjähriger Pause im Skilanglauf startete Nesterenko im September 2015 bei den Rollerski-Weltmeisterschaften im Fleimstal. Dort wurde sie Neunte im 19-km-Massenstartrennen und Achte im Berglauf über 10 km klassisch. In der Saison 2016/17 kam sie im Eastern Europe Cup in Syanki dreimal unter die ersten Zehn, darunter Platz drei über 10 km Freistil und erreichte damit den 27. Platz in der Gesamtwertung. Bei den nordischen Skiweltmeisterschaften 2017 in Lahti belegte sie den 60. Platz über 10 km klassisch und den 39. Rang im 30-km-Massenstartrennen.

## Siege bei Continental-Cup-Rennen
| Nr. | Datum           | Ort     | Disziplin        | Serie              |
| --- | --------------- | ------- | ---------------- | ------------------ |
| 1.  | 16. März 2006   | Bursa   | 5 km klassisch   | Balkan Cup         |
| 2.  | 17. März 2006   | Bursa   | 10 km Freistil   | Balkan Cup         |
| 3.  | 29. März 2007   | Bursa   | 5 km klassisch   | Balkan Cup         |
| 4.  | 30. März 2007   | Bursa   | 10 km Freistil   | Balkan Cup         |
| 5.  | 22. März 2008   | Bursa   | 5 km klassisch   | Balkan Cup         |
| 6.  | 23. März 2008   | Bursa   | 5 km Freistil    | Balkan Cup         |
| 7.  | 17. Januar 2009 | Charkiw | 7,5 km klassisch | Eastern Europe Cup |

## Teilnahmen an Weltmeisterschaften und Olympischen Winterspielen

### Olympische Spiele
- 2010 Vancouver: 43. Platz 30 km klassisch Massenstart, 56. Platz 10 km Freistil

### Nordische Skiweltmeisterschaften
- 1999 Ramsau: 36. Platz 30 km klassisch, 39. Platz 15 km Freistil
- 2001 Lahti: 48. Platz Sprint Freistil, 53. Platz 10 km klassisch
- 2005 Oberstdorf: 43. Platz 30 km klassisch Massenstart, 45. Platz 15 km Skiathlon, 45. Platz 10 km Freistil
- 2007 Sapporo: 7. Platz 30 km klassisch Massenstart, 12. Platz Staffel, 17. Platz 10 km Freistil, 25. Platz 15 km Skiathlon, 57. Platz Sprint klassisch
- 2009 Liberec: 11. Platz Staffel, 33. Platz 10 km klassisch, 40. Platz 15 km Skiathlon, 71. Platz Sprint Freistil
- 2011 Oslo: 12. Platz Staffel, 24. Platz 30 km Freistil Massenstart, 36. Platz 10 km klassisch, 37. Platz 15 km Skiathlon
- 2017 Lahti: 39. Platz 30 km Freistil Massenstart, 60. Platz 10 km klassisch

### Rollerski-Weltmeisterschaften
- 2002 Monte Cervino: 1. Platz Staffel, 1. Platz Team
- 2005 Les Bains: 3. Platz 25 km Freistil Verfolgung, 9. Platz 6 km Freistil
- 2007 Oroslavje: 2. Platz 6 km klassisch, 2. Platz 14 km Freistil Verfolgung, 5. Platz Staffel
- 2009 Piglio: 1. Platz 5 km klassisch Berglauf, 3. Platz Staffel, 5. Platz 15 km Freistil Massenstart
- 2015 Val di Fiemme: 8. Platz 10 km klassisch Berglauf, 9. Platz 19 km Freistil Massenstart